# Шуя (река, впадает в Логмозеро)
Шу́я (карел. Šuojogi, фин. Suojoki) — река бассейна Онежского озера на юге Карелии. Протекает по территории Суоярвского, Пряжинского и Прионежского районов Карелии.
В 3,5 км выше по течению Шуи от посёлка Шуя находится разрушенный могильник приладожской курганной культуры. Он интерпретируется как северная колония данной культуры.

## Этимология
Гидроним Шуя имеет финно-угорское происхождение, на финском языке sua oja означает «болотистая речка», где suo — «болото» и oja — «река, ручей».

## Географические данные

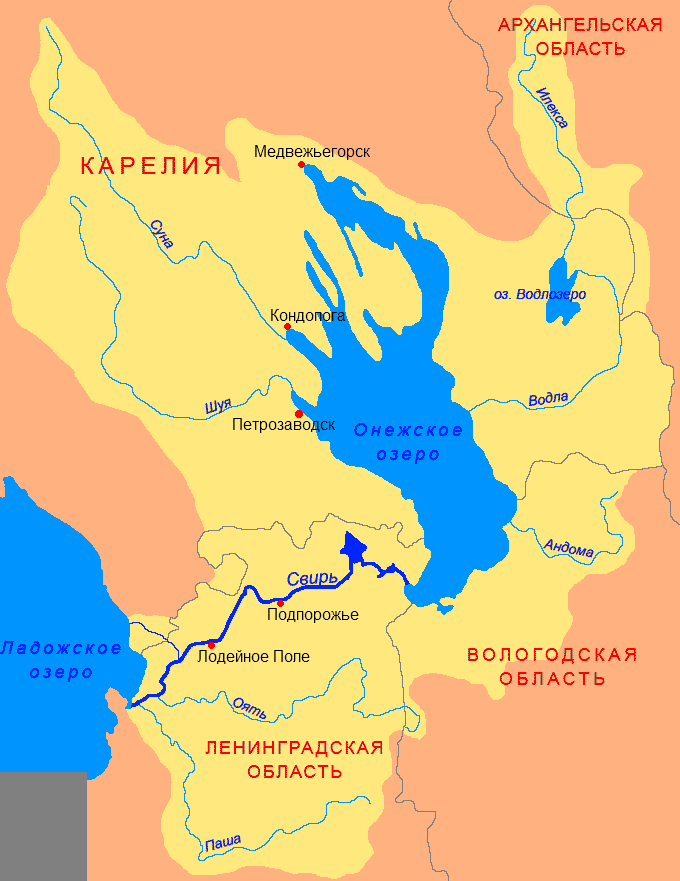
Бассейн реки Свирь и Онежского озера

Мост через реку Шуя. Начало XX века

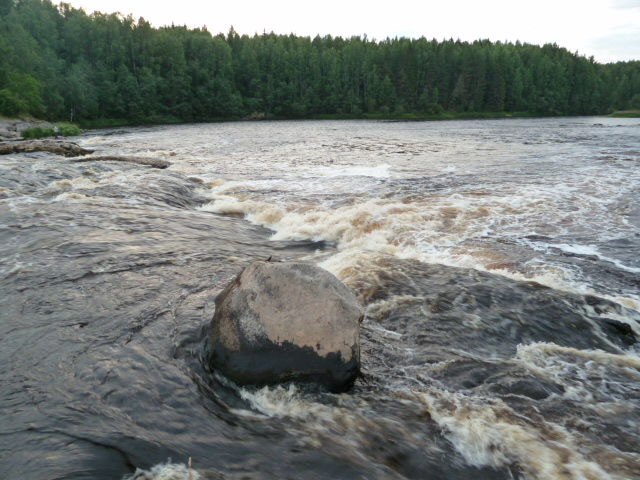
Порог Большой Толли

Длина — 194 км, площадь бассейна — 10 100 км². Заболоченность 18 %, озёрность 11 %. Средний уклон 0,53 %, средний модуль стока 9,4 л/(с×км²). Средний расход воды — 90,2 м³/с. Уклон реки — 0,54 м/км.
Вытекает из озера Суоярви. Протекая через два крупных озера: Шотозеро и Вагатозеро, впадает в Логмозеро, соединяющееся с Онежским озером небольшой протокой. В месте впадения в Логмозеро река разделяется на протоки (реки) Большуха, Серуха, Сагарва и Святлица.
Высота истока — 137 м над уровнем моря. Высота устья — 33 м над уровнем моря.

### Притоки
Основные притоки Шуи (расстояние от устья):
правые:
- Вилга (21 км),
- Святрека (68 км),
- Пюхяйоки (150 км),

левые:
- Чална (27 км),
- Сяпся (36 км),
- Кутижма (56 км),
- Тарасйоки (184 км).

## Экономическое использование
До 1963 года по реке проходил лесосплав, на одном из участков плотоперевозки осуществляли буксиры Беломорско-Онежского пароходства «Донец» и «Окунь».
В 1960 году на реке Шуя производились испытания вездеходной лебедки-амбифии ВЛ-3, разработанной коллективом конструкторов Ленинградского центрального НИИ сплава. ВЛ-3 развивала на воде скорость 8 км в час, а на суше — 34 км в час. Она использовалась на молевом сплаве.
Река Шуя — место нереста лосося
На реке расположена Игнойлинская ГЭС.

## Туризм
Река вызывает устойчивый интерес у туристов из-за близости к крупным городам (Петрозаводск) и ввиду большого количества возможных точек заброски / схода с водного маршрута. Проводятся как многодневные походы, так и одно- / двухдневные рафтинги по самым интересным порогам реки (Большой и Малый Толли, Сойважпорог, Кенякоски, Американские горки, Островной). На реке проводятся также соревнования по водному туризму и рафтингу, в том числе и федерального уровня.